# Picumnus
Picumnus es un género de aves Piciformes, que pertenece a la familia Picidae (pájaro carpintero), las distintas especies se encuentra distribuidas en la Amazonia y en la Mata Atlántica. El plumaje de la mayoría de las especies que componen este género es predominantemente marrón, gris o verde oliva, el pecho es de plumas claras, con barras oscuras y estrías en el vientre, la cabeza es de plumaje oscuro con pintas blancas y rojas. La alimentación es fundamentalmente insectívora.

## Especies
- Picumnus albosquamatus
- Picumnus aurifrons
- Picumnus castelnau
- Picumnus cinnamomeus
- Picumnus cirratus[2]
- Picumnus dorbygnianus
- Picumnus exilis
- Picumnus fulvescens
- Picumnus fuscus
- Picumnus granadensis
- Picumnus innominatus
- Picumnus lafresnayi
- Picumnus limae
- Picumnus minutissimus
- Picumnus nebulosus
- Picumnus nigropunctatus
- Picumnus olivaceus
- Picumnus pumilus
- Picumnus pygmaeus
- Picumnus rufiventris
- Picumnus sclateri
- Picumnus spilogaster
- Picumnus squamulatus
- Picumnus steindachneri
- Picumnus subtilis
- Picumnus temminckii
- Picumnus varzeae[3]